# Lamersdorf

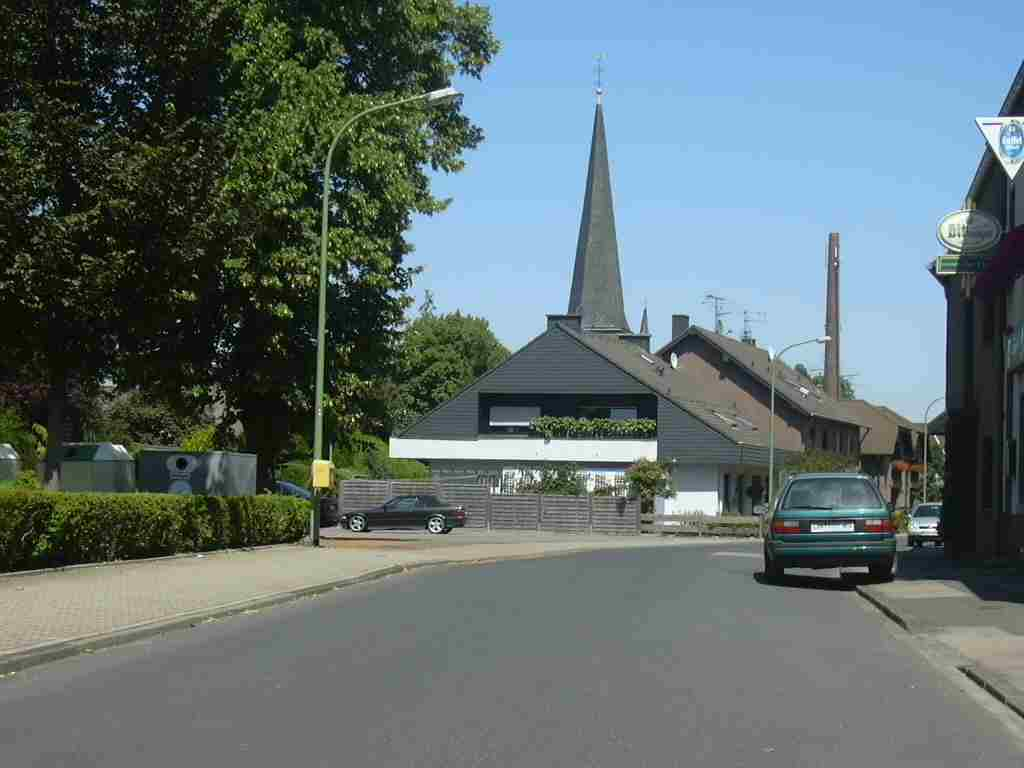
Ortsdurchfahrt

Lamersdorf ist ein Gemeindeteil von Inden im Kreis Düren. Der Ort liegt an der Landesstraße 241 von Weisweiler nach Jülich direkt vor dem Tagebau Inden. Die ursprünglich in Süd-Nord-Richtung durch Lamersdorf und weiter nach Inden fließende Inde wurde aufgrund dieser Erweiterung umgeleitet und fließt jetzt um den Ort herum und weiter in nordwestlicher Richtung.
Lamersdorf ist nicht zu verwechseln mit Lammersdorf bei Simmerath in der Städteregion Aachen bzw. mit Lammersdorf am Millstätter Berg in Kärnten / Österreich.

## Geschichte
1308 wurde Lamersdorf im liber valoris als Pfarre im Dekanat Jülich genannt. Die Kirche war Mutterkirche der Frenzer Kapelle, die erst 1863 zur Pfarrkirche erhoben wurde. 1438 verleibte der Jülicher Landesherr die Lamersdorfer Kirche dem Dürener Wilhelminenkloster ein. 1798 kam Lamersdorf zum Kanton Eschweiler, ab 1825 gehörte es zum Dekanat Derichsweiler.
Ende 1944 kam es an der Inde zu schweren Kämpfen, als US-amerikanische Truppen in Richtung Rur vorrückten.
Am 1. Januar 1972 wurde Lamersdorf nach Inden eingemeindet. 1973 wurde das Dekanat Derichsweiler aufgelöst, Lamersdorf gehörte nun zum Dekanat Langerwehe.
1999 war die 1991 begonnene Umsiedlung der Dörfer Altdorf und Inden abgeschlossen, die als Ersatz neu entstandene Ortschaft Inden/Altdorf liegt im Bereich zwischen den wie ein Dreieck angeordneten Dörfern Frenz, Lamersdorf und Lucherberg. Eine Verschmelzung der vier Orte wird angestrebt. Am 31. Dezember 2006 wurde das Dekanat Langerwehe aufgelöst und Lamersdorf der Gemeinschaft der Gemeinden (GdG) Inden / Langerwehe zugeordnet.

## Kirche St. Cornelius

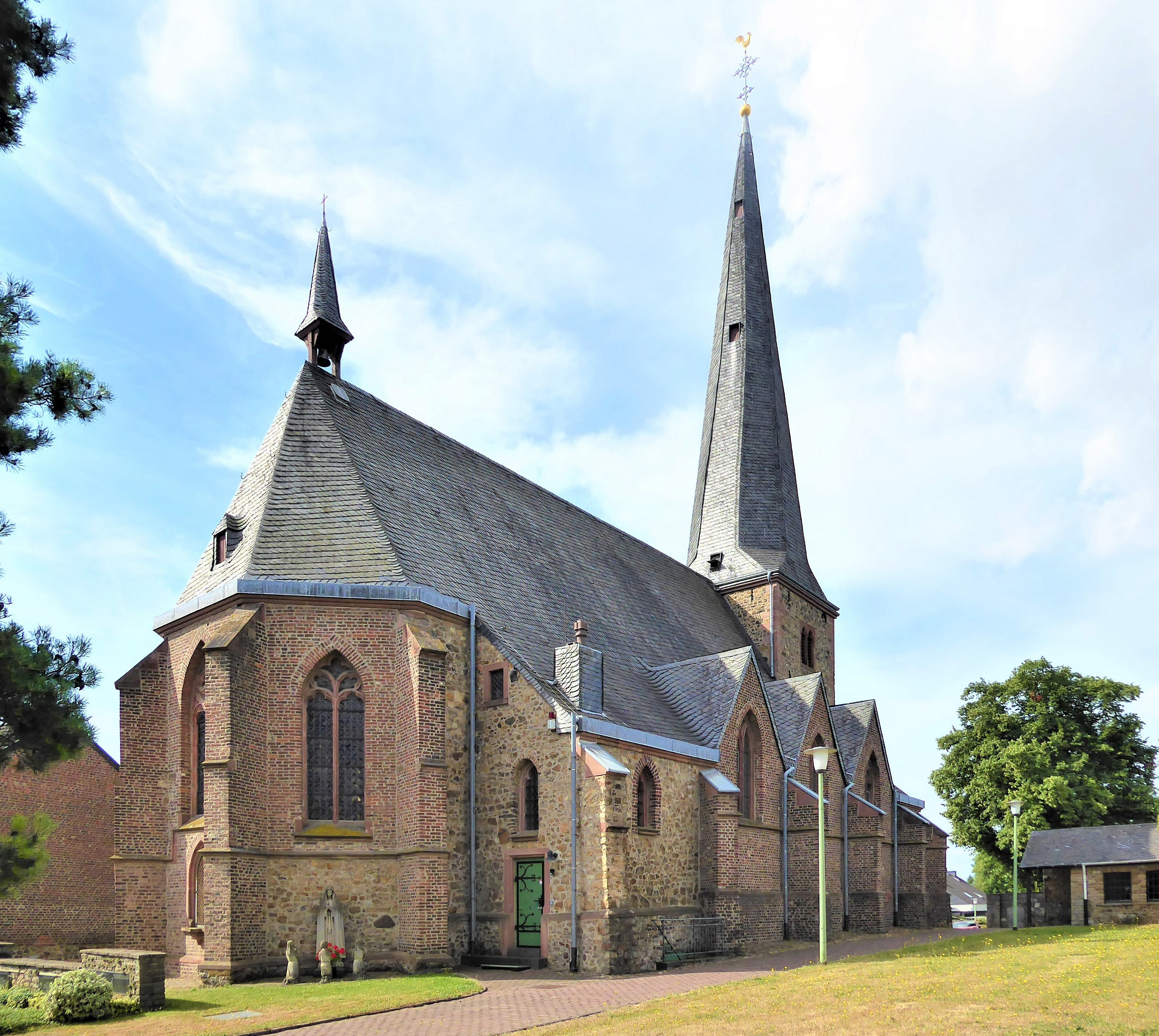
Kirche St. Cornelius

Die römisch-katholische Filialkirche und frühere Pfarrkirche ist ein zweischiffiger Bau des 15. Jahrhunderts. Es gehört zur Großpfarre St. Josef, Inden.

## Industrie

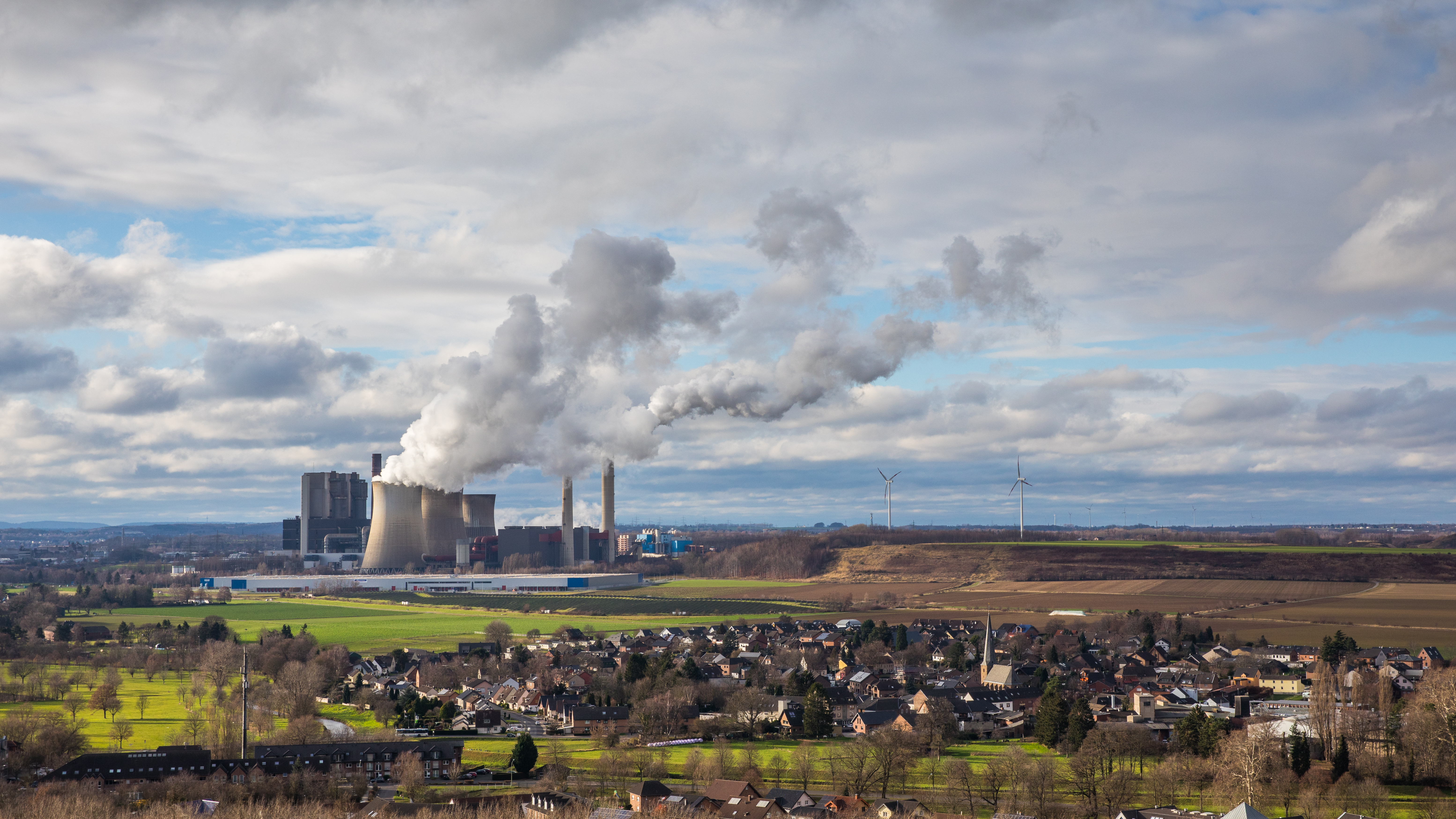
Lamersdorf vom Indemann aus gesehen

Wie im Übrigen Kreis Düren gibt es in Lamersdorf eine Papierindustrietradition. 1837 wird in der Lamersdorfer Papiermühle von Friedrich Wilhelm von Auw erstmals „Papier ohne Ende“ auf einer Maschine hergestellt, was eine revolutionäre Entwicklung für die Papierindustrie des Dürener Raumes ist.

## Verkehr

### Fernstraßen
Der nächste Autobahnanschluss ist „Weisweiler“ auf der A 4. Im Bau befindet sich „Eschweiler-Ost“, und geplant ist „Frenz“ auf der A 4. Die beiden neuen Anschlussstellen sollen die AS „Weisweiler“ ersetzen.

### Busverkehr
Die AVV-Buslinien 294 und 296 des Rurtalbus verbinden Lamersdorf mit der Kreisstadt Düren, Inden/Altdorf, Jülich, Weisweiler und den Nachbarorten. Bis zum 31. Dezember 2019 wurden diese Linien vom BVR Busverkehr Rheinland bedient, allerdings mit teilweise anderem Linienverlauf. Zusätzlich verkehrt zu bestimmten Zeiten ein Rufbus, am Wochenende ein Nachtbus.
| Linie       | Verlauf |
| ----------- | --- |
| 294         | (Jülich Schulzentrum –) Walramplatz – Neues Rathaus – Jülich Bf/ZOB – Kirchberg – Viehöven – Schophoven – Merken – Inden/Altdorf – Lucherberg – Lamersdorf – Frenz – RWE/Kraftwerk – Weisweiler Frankenplatz – Weisweiler Bf |
| 296         | Düren Bf/ZOB – StadtCenter – Kaiserplatz – Gürzenich – Derichsweiler – Schlich – Merode – Pier – Jüngersdorf – Langerwehe Holzstr. – Langerwehe Bf – Luchem – Inden/Altdorf – Lamersdorf – Lucherberg / Frenz                |
| RufBus 294a | Rufbus: Merken – Inden/Altdorf – Lamersdorf – Lucherberg (Mo–Fr abends, Sa nachmittags-abends und So tagsüber und abends) |
| N4          | Nachtbus: nur in den Nächten Fr/Sa und Sa/So Düren Bf/ZOB → Kaiserplatz → Mariaweiler → Schophoven → Inden/Altdorf → Lamersdorf → Langerwehe → Gürzenich                                                                     |

### Eisenbahn
Die nächsten Bahnhöfe sind Langerwehe, welcher zur Bahnstrecke Köln – Aachen gehört und Weisweiler an der Euregiobahn. Bis 1983 hatte Lamersdorf auch einen eigenen Haltepunkt an der inzwischen stillgelegten Bahnstrecke Mönchengladbach – Stolberg.

## Persönlichkeiten
- Bernhard Bardenheuer (1839–1913), Chirurg
- Erich Pelzer (* 1950), Historiker